# Erigone arctica sibirica
Erigone arctica sibirica Kulczyński, 1908 è un ragno, sottospecie dell'Erigone arctica, appartenente alla famiglia Linyphiidae, endemico della Russia.

## Aspetto
Il maschio raggiunge una lunghezza di 3–5 mm. Il cefalotorace è marrone scuro rossastro; visto dall'alto, i lati sono ugualmente arrotondati in prossimità dell'incanalatura cervicale ed ampiamente arrotondati attraverso la parte frontale. I margini del cefalotorace possiedono una serie di denti piuttosto grandi ed affilati. Visto invece lateralmente, il cefalotorace si presenta basso e piatto nella parte dell'incanalatura cervicale e quindi arrotondato nella parte moderatamente alta della testa fino agli occhi posteriori. Il clipeo è convesso delicatamente, si inclina fortemente in avanti.
Gli occhi posteriori sono allineati tra loro, i mediani sono separati dal diametro e sono un po' distanti dai laterali. Anche gli occhi anteriori si presentano allineati, i mediani sono più piccoli dei laterali e sono separati da poco meno del diametro e dai laterali un po' di più. I cheliceri sono francamente angolati esternamente al terzo basale, possiedono lateralmente sulle estremità una serie di sei denti che sono uno più lungo dell'altro. Il gruppo di denti presenti in prossimità del margine interno è piuttosto robusto. Lo sternum è marrone scuro, ampiamente nerastro lungo i margini. Le gnathocoxae sono molto più chiare, il viso è grossolanamente tubercolato. Le zampe e il palpo sono giallo-arancioni. L'addome è grigio.
Il femore del palpo è fortemente curvato verso l'alto alla base e verso il basso all'estremità, è più spesso sulle curvature e queste ultime non sono pronunciate quanto quelle dell'E. hypenema. Inoltre il femore possiede all'estremità sul lato esterno un dente piuttosto lungo, affilato e leggermente curvato e sul lato interno un corto dente tagliente; procedendo verso la base presenta due serie di denti. La serie esterna consiste in tre piccoli denti taglienti prima della curvatura, due grandi denti taglienti su di essa seguiti da un piccolo dente tagliente non allineato agli altri, un lungo dente affilato e quindi tre o quattro denti decrescenti in misura. La serie interna consiste in tre denti prima della curvatura, due grandi denti fianco a fianco su di essa seguiti da sette lunghi denti affilati che si estendono dall'inizio della curvatura distale. La parte interna del femore presenta, inoltre, un'altra serie di piccoli denti (al di sotto della metà del femore la serie diventa doppia), il primo dente è nella direzione opposta del secondo ed è distanziato da esso da uno spazio maggiore che tra il secondo ed il terzo dente. La patella è lunga ed esile, quasi dritta, con il processo ventrale piuttosto robusto e lungo. La lunghezza media del femore è 52 mm mentre della patella 32 mm; il processo ventrale è lungo 16 mm. La tibia è esile alla base e piuttosto improvvisamente diventa più largo distalmente, lungo la parte ventrale è presente un distinto ma smussato e basso dente. Dorsalmente la tibia è profondamente incavata lungo tutto il processo dorsale. Quest'ultimo, visto dall'alto, appare appuntito. La tibia vista dal lato esterno sembra possedere un dente più vicino all'estremità del processo dorsale che a quella del processo ventrale. In questo preciso punto è identificabile il vero margine frontale della tibia il quale va ad aderire al margine laterale dell'incavatura. Questo dente laterale è molto più acuto che in E. atra. La divisione embolica è, invece, similare alla seconda specie. Il dente mediano è a forma di ferro di cavallo, presenta le estremità nere e ugualmente arrotondate, non tanto appuntito come possiamo vedere invece in E. atra. Sotto il dente mediano e parallelo ad esso è presente una secondaria cresta che corre lungo la parte mesale del seaphium. Essa non è visibile E. atra. Il dente mesale è di forma inusuale. Il dente posteriore è stretto, a forma di lingua, eretto e curvato in avanti come nella seconda specie presa in considerazione.
La sottospecie è molto simile ad E. capra, ma il dente laterale sul margine della tibia è posto più vicino all'estremità del processo dorsale che nell'altra specie.

## Distribuzione
È endemico della Russia.

## Tassonomia
La sottospecie è stata osservata l'ultima volta nel 1989.